# Catharsius juheli
Catharsius juheli là một loài bọ cánh cứng trong họ Bọ hung (Scarabaeidae).